# Rodio-Swissboring
Rodio-Swissboring est une entreprise de construction et de fondations spéciales, créée à Zurich en Suisse en 1935. Après de multiples vicissitudes, elle fait partie, depuis 1999, du groupe français Vinci à travers sa filiale Soletanche Bachy. 

## Histoire
Attention : Ne pas confondre avec Swissboring, filiale de l'italien TreviGroup. 
En 1921, un ingénieur italien, Giovanni Rodio, originaire de Milan, décide de créer une entreprise spécialisée dans les techniques nouvelles de traitement et consolidation des sols. 
Dès 1927, l'entreprise très prospère remporte des marchés en Suisse notamment pour réaliser les infrastructures nécessaires à l'édification des barrages. La société remporte également plusieurs marchés de travaux en Afrique du Nord. Plusieurs brevets sont alors déposés sous le label "Procédé Rodio" pour l'injection des sols et des roches, injections de ciment dans le sol ou dans la roche, par exemple, pour la réalisation des fondations d'un barrage.
En 1935, Giovanni Rodio crée une seconde entreprise en Suisse, la société Swissboring à Zurich qui devient très vite l'entreprise de référence en la matière en Suisse.
En 1947, lorsque la Seconde Guerre mondiale sera réellement terminée et avec les premiers signes de reprise de l'activité économique, Giovanni Rodio décide de s'implanter également en Amérique du Sud et crée des filiales en Argentine, Brésil, Pérou et Venezuela où il remporte de nombreux marchés. Il installe en même temps des filiales au Congo Belge et en Inde.
Giovanni Rodio décède le 10 octobre 1957 en laissant un groupe présent dans plus de 30 pays dans le monde. En 1965, l'entreprise crée une filiale au Salvador nommée Swissboring Overseas Corporation Limited dirigée par le suisse Willy Wick. L'entreprise réalisera quasiment toutes les infrastructures des grands ouvrages hydrauliques d'Amérique du Sud durant une décennie. La société réalise sa première campagne de sondages préliminaires en reconnaissance du sol.
En 1971, la société transfère son siège social au Guatemala et réalisera les infrastructures des plus grands ouvrages d'Amérique Centrale pendant les 20 ans qui suivirent.
Après avoir passé sans trop de problèmes les années difficiles liées aux trois crises du pétrole, le groupe de construction Rodio se restructure au niveau mondial ce qui a pour conséquence de transférer les sociétés Swissboring Overseas Corp. Ltd d'Amérique sous le contrôle de Rodio Cimentationes Especiales de Madrid. Cette division sera vendue en 1995, 50% du capital sera repris par le français Soletanche et 50% par le mexicain ICA.
En 1998, Swissboring Overseas rachète la filiale Bachy Fon,dations de Panama. En 2002, toutes les filiales d'Amérique Centrale sont fusionnées pour créer le groupe Swissboring Centroamerica.
Rodio-Swissboring fait partie du consortium qui  a construit le métro de Panama  dont la ligne 1 a été inaugurée le 5 avril 2014.
En octobre 2015, le groupe Soletanche Bachy rachète au mexicain ICA sa participation de 50% dans le groupe Rodio Swissboring.